# Montserrat Roig i Fransitorra
Montserrat Roig i Fransitorra (Barcellona, 13 giugno 1946 – Barcellona, 10 novembre 1991) è stata una scrittrice e giornalista spagnola in lingua catalana.
Si contraddistinse per le idee di sinistra, il catalanismo e la difesa dei diritti delle donne. 

## Biografia
Nata nel quartiere barcellonese dell'Ensanche, era figlia di Tomàs Roig, scrittore e avvocato, e di Albina Fransitorra, sostenitrice delle idee femministe. Dopo aver completato gli studi primari presso il collegio religioso Divina Pastora, studiò presso l'Istituto Montserrat e nel 1961 si diplomò alla Scuola Catalana di Arte Drammatica Adrià Gual, dove conobbe colei che sarebbe diventata una sua grande amica, Maria Aurèlia Capmany.
Nel 1966 Roig partecipò alla Capuchinada, una serie di manifestazioni dimostrative organizzate dall'assemblea del Sindacato Democratico di Studenti. Nello stesso anno sposò l'architetto Albert Puigdomènech. Nel 1968 si iscrisse al PSUC dove conobbe un altro dei suoi grandi amici, Manuel Vázquez Montalbán. Lavorò presso una serie di "media" editoriali ottenendo diversi premi, tra cui il Victor Català (1970).
Iniziò a lavorare come giornalista per la rivista Serra d'Or realizzando diversi reportage. Nel 1970 abbandonò il PSUC in disaccordo sui meccanismi di funzionamento interno del partito. Poco dopo nacque il suo primo figlio e si separò dal marito. Il 13 dicembre 1970 partecipò insieme ad altri intellettuali e artisti all'occupazione del Monastero di Montserrat in segno di protesta contro il cosiddetto "processo di Burgos", un procedimento sommario contro militanti dell'ETA che si era concluso con sei condanne a morte, poi commutate in carcere in seguito proprio alle manifestazioni popolari e alle pressioni internazionali sul regime franchista.
Nel 1972 iniziò una relazione sentimentale con Joaquim Sempere, direttore della rivista Treball, organo centrale del PSUC, rapporto da cui nel 1975 ebbe il suo secondo figlio. Nel 1976 il suo romanzo El temps de les cireres (Il tempo delle ciliegie) vinse il Premio Sant Jordi. Nel 1990 le venne diagnosticato un cancro alla mammella che ne causò la scomparsa l'anno successivo.

## Attività
I lavori di Montserrat Roig abbracciano diversi stili letterari. Sebbene sia nota principalmente per i suoi romanzi, si occupò anche di saggistica e scrisse un'opera teatrale, Reivindicació de la senyora Clito Mestres (Rivendicazione della signora Clito Mestres), messa in scena al Teatro Romea il 10 giugno 1991. Le sue opere sono state tradotte in undici lingue. 
Importante fu anche la sua produzione nell'ambito giornalistico e le sue collaborazioni con quotidiani e riviste: collaborò tra gli altri con Televisione-eXprés, Destino, Triunfo, Cambio 16 e Avui. Montserrat Roig realizzò anche una serie di interviste nel programma Personatges della rete in catalano di TVE. Alcune di queste interviste furono poi raccolte nei libri Personatges e Retrats paral·lels. Sempre per la televisione pubblica spagnola, collaborò anche alla sceneggiatura di alcuni documentari.

## Opere principali

### Romanzi
- Ramona, adéu! (1972)
- El temps de les cireres (1977)
- L'hora violeta (1980)
- L'òpera quotidiana (1985)
- La veu melodiosa (1987)

### Racconti
- Molta roba i poc sabó... i tan neta que la volen (1970)
- El cant de la joventut (1989)

### Teatro
- Reivindicació de la senyora Clito Mestres (1990)

### Saggistica
- Els catalans als camps nazis (1977)
- ¿Tiempo de mujer? (1980)
- L'agulla daurada (1985)
- L'autèntica història de Catalunya (1990)
- Digues que m'estimes encara que sigui mentida (1991)
- Un pensament de sal, un pessic de pebre: dietari obert (1992)

## Premi
- Premio Víctor Català 1970 per Molta roba i poc sabó (Molti vestiti e poco sapone).
- Recull-David Puig i Llensa di narrativa 1970 per Aquella petita volta blava (Quella piccola volta azzurra).
- Premio Sant Jordi 1976 per El temps de les cireres (Il tempo delle ciliegie).
- Premio Critico Serra d'Or di reportage storico 1978 per Els catalans als camps nazis (I catalani nei campi nazisti).
- Premio Omnium Cultura 1980 per le interviste su TVE nel programma Clar i català (Chiaro e catalano).
- Premio di Letteratura Catalana della Generalitat de Catalunya 1986 per L'agulla daurada (L'ago dorato).